# Deutsche Sledge-Eishockey Liga 2000/01
Die Saison 2000/01 war die erste Spielzeit der Deutschen Sledge-Eishockey Liga. Mit den Bremer Pirates, Cardinals Dresden und Hannover Scorpions nahmen drei Mannschaften in der Premierensaison am Spielbetrieb teil. Den Titel des Deutschen Meisters sicherten sich die Hannover Scorpions.

## Modus
Die drei Mannschaften trugen die Spielzeit im Ligasystem aus. Dabei spielte jedes Team insgesamt viermal und somit zweimal gegen jedes andere Mannschaft. Insgesamt umfasste die Saison sechs Spiele. Für einen Sieg gab es zwei Punkte, bei einem Unentschieden für jede Mannschaft einen.

## Saisonverlauf
Das erste Spiel der DSL bestritten am 4. Februar 2001 die Cardinals Dresden und die Hannover Scorpions. Hannover gewann das Spiel souverän mit 10:0 und legte zwei Wochen später mit einem 9:0-Sieg in Bremen den Grundstein für den ersten Meistertitel. Nachdem auch die Rückspiele gegen beide Teams souverän gewonnen worden waren, konnten die Hannoveraner am 9. März 2001 den ersten Meistertitel feiern. Die noch folgenden Spiele zwischen Dresden und Bremen hatten nur noch statistischen Wert.

## Abschlusstabelle
Abkürzungen: Sp = Spiele, S = Siege, U = Unentschieden, N = Niederlagen, ET = Erzielte Tore, GT = Gegentore, TD = Tordifferenz, Pkt = Punkte
| Pos |                    | Sp | S | U | N | ET | GT | TD  | Pkt |
| --- | ------------------ | -- | - | - | - | -- | -- | --- | --- |
| 1   | Hannover Scorpions | 4  | 4 | 0 | 0 | 34 | 2  | +32 | 8   |
| 2   | Cardinals Dresden  | 4  | 2 | 0 | 2 | 13 | 19 | −6  | 4   |
| 3   | Bremer Pirates     | 4  | 0 | 0 | 4 | 2  | 28 | −26 | 2   |